# Lucien Teisseire

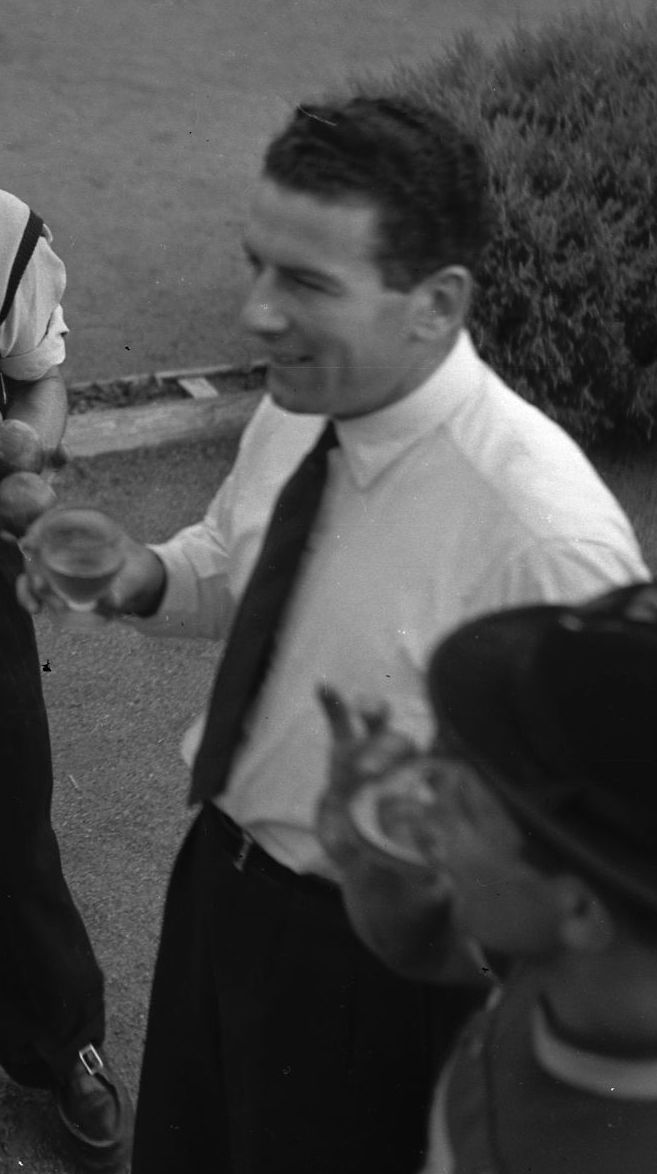
Lucien Teisseire (1949)

Lucien Teisseire (* 11. Dezember 1919 in Saint-Laurent-du-Var; † 22. Dezember 2007 in Plonévez-Porzay) war ein französischer Radrennfahrer.
Der achtfache Tour-de-France-Teilnehmer konnte zwischen 1942 und 1955 vier Etappen bei der Tour gewinnen. 1944 siegte er zudem bei Paris–Tours. Daneben wurde er Zweiter bei Paris–Roubaix (1945) sowie Mailand–Sanremo (1946).
1953 konnte er das Rennen Critérium du Dauphiné vor Charly Gaul, Jean Robic und Raphaël Géminiani für sich entscheiden.